# Privacy-Enhanced Mail
Privacy-Enhanced Mail (PEM) – це де-факто формат файлу для зберігання та надсилання криптографічних ключів, сертифікатів та інших даних, заснований на наборі стандартів 1993 року IETF, що визначають «пошту з підвищеною приватністю». Хоча оригінальні стандарти ніколи не були широко прийняті й були замінені PGP і S/MIME, текстове кодування, яке вони визначили, стало дуже популярним. Формат PEM був остаточно формалізований IETF у RFC 7468.

## Формат
Багато стандартів криптографії використовують ASN.1 для визначення своїх структур даних і Distinguished Encoding Rules (DER) для серіалізації цих структур. Оскільки DER видає двійковий результат, може бути складно передати отримані файли через такі системи, як електронна пошта, які підтримують лише ASCII.
Формат PEM розв'язує цю проблему, кодуючи двійкові дані за допомогою base64. PEM також визначає однорядковий заголовок, що складається з -----BEGIN, мітки та -----, а також однорядковий колонтитул, що складається з -----END, мітки та -----. Мітка визначає тип закодованого повідомлення. Загальні мітки включають CERTIFICATE, CERTIFICATE REQUEST, PRIVATE KEY та X509 CRL.
Дані PEM зазвичай зберігаються у файлах із суфіксом ".pem", суфіксом ".cer" або ".crt" (для сертифікатів) або суфіксом ".key" (для відкритих або особистих ключів). Мітка всередині файлу PEM представляє тип даних точніше, ніж суфікс файлу, оскільки багато різних типів даних можна зберегти у файлі ".pem". Зокрема, PEM посилається на заголовок і обгортку base64 для бінарного формату, що міститься в ньому, але не вказує жодного типу або формату для двійкових даних, тому файл PEM може містити «майже все, що закодовано в base64 та обгорнене рядками BEGIN та END».
Файл PEM може містити кілька екземплярів. Наприклад, операційна система може надати файл, що містить список довірених сертифікатів АЦСК, або вебсервер може бути налаштований на файл «ланцюжка», що містить сертифікат кінцевої сутності плюс список проміжних сертифікатів.
```
-----BEGIN PRIVATE KEY-----

-----END PRIVATE KEY-----

```

## Історія
Формат PEM вперше був розроблений у серії RFC: RFC 1421, RFC 1422, RFC 1423 і RFC 1424. Ці стандарти передбачали попереднє розгортання ієрархічної інфраструктури відкритих ключів (PKI) з одним коренем. Такий PKI ніколи не був розгорнутий через експлуатаційні витрати та юридичну відповідальність. Ці стандарти зрештою застаріли й були замінені PGP і S/MIME, конкуруючими стандартами шифрування електронної пошти.
Ініціатива з розробки пошти з покращеною приватністю почалася в 1985 році від імені PSRG (Група досліджень приватності та безпеки)  також відома Internet Research Task Force.